# Бесіда проти богомілів

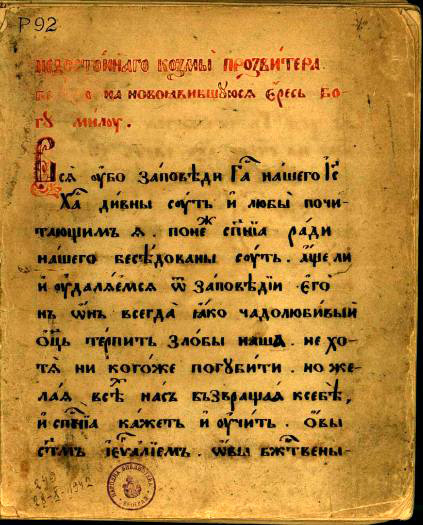
Рукопис «Недостојнога Козме презвитера беседа на новојављену јерес богумилу» в Народній бібліотеці Сербії

Недостојнога Козме презвитера беседа на новојављену јерес богумилу — православний релігійний трактат болгарського священика Козьма Пресвітера супроти єресі богомилів (релігійної течії Середньовіччя). Написаний в старослов'янською мовою в кінці X століття.
Трактат Козьми Пресвітера є безцінним свідченням тогочасних південних Балкан і, особливо, їх релігійних справ, течій. Цей рукопис є одним з основних джерел для реконструкції вчення богомилів.